# Nassarawa (stát)
Nassarawa je jeden ze 36 států Nigérie. Leží ve středu Nigérie v oblasti North Central a jeho hlavním městem je Lafia. V roce 2022 ve státě žilo přibližně 2,9 milionu obyvatel a stát je tak druhým nejméně lidnatým státem v zemi. Na východě sousedí se státy Taraba a Plateau, na severu se státem Kaduna, na jihu se státy Benue a Kogi a na západě s Federal Capital Territory. Vznikl v říjnu 1996 oddělením od státu Plateau, přičemž byl pojmenován po Emirátu Nassarawa. Z etnického hlediska je populace státu velmi smíšená, není zde žádné dominantní etnikum. Většina obyvatel státu se živí zemědělstvím.